# الكدامة (العدين)

تعديل مصدري - تعديل

الكدامة محلة تابعة لقرية الكريف، التابعة لعزلة السارة بمديرية العدين إحدى مديريات محافظة إب في الجمهورية اليمنية، بلغ تعداد سكانها 110 حسب تعداد اليمن لعام 2004.